# Johann Christoph Adelung
Johann Christoph Adelung (8. kolovoza 1732. – 10. rujna 1806.), njemački gramatičar i filolog.

## Životopis
Adelung je rođen u Spantekowu u današnjoj saveznoj državi Mecklenburg-Zapadno Pomorje 8. kolovoza 1732 kao sin Johana Paula Adelunga. Njegova sestra Christiane Sophie Adelung (rođ. 1730.) udala se za Johana Friedricha Sprengela i s njim imala sina, poznatog liječnika i botaničara, Kurta Sprengela (1766. – 1833.). Adelong se obrazuje u Anklamu i samostanskoj školi Kloster Berge u Magdeburg. Nakon toga pohađa Sveučilište Martina Luthera Halle-Wittenberg. Godine 1759. postao je profesor u gimnaziju u Erfurtu, taj posao je obnašao samo dvije godine, nakon čega je otišao u Leipzig, gdje se posvetio filološkom radu. Godine 1787. imenovan je glavnim knjižničarom njemačke države Saksonije i seli se u Dresden gdje ostaje sve do smrti 1806.
Adelungova djela su vrlo opsežna. Svojom odličnom gramatikom, rječnikom i drugim djelima vezanim za njemački jezik, uvelike je doprinio popravljanju pravopisa, čišćenju idioma i isrpavljanju standarda njemačkog jezika. Njegov rječnik njemačkog jezika Grammatisch-kritisches Wörterbuch der hochdeutschen Mundart (1774. – 1786.) svjedoči o njegovom velikom strpljivom israživačkom duhu i njegovom poznavanju povijesti narječja na kojima se temelji moderni njemački jezik. Nijedan čovjek prije Jakoba Grimma nije dao toliki doprinos njemačkom jeziku. U godini svoje smrti, 1806., Adelung je izdao svoje posljednje djelo Mithridates, oder allgemeine Sprachenkunde. Čini se da je temelj ove publikacije preuzet iz djela Konrada von Gesnera iz 1555. koje ima sličan naslov, no Adelungov rad je daleko opsežniji. Nažalost, smrt Adelunga sprječava dovršetak ovog djela. Prvi opseg koji govori o azijskim jezicima izdan je odmah nakon njegove smrti, dok su druga dva opsega ovog djela izdana pod nadzorom Johana Severina Vatera. Od mnoštva Adelungovih djela, značajnija su: Directorium diplomaticum (Meissen, 1802.); Deutsche Sprachlehre für Schulen (Berlin, 1781.), i časopis Magazin für die deutsche Sprache (1782. – 1784.).
Čvrsto je vjerovao da se ortografija pisanog jezika treba podudarati s govornim jezikom, kako je Adelung objasnio: "Piši kako govoriš" (njemački: "Schreib wie du sprichst").